# Giochi di San Giorgio
I Giochi di San Giorgio - detti anche Giorgiani  o Juvenali - erano degli antichi giochi medioevali della città di Siena dedicati a San Giorgio, protettore delle milizie senesi. Furono istituiti dal 1260, proprio dopo la battaglia di Montaperti.
Si disputavano di regola il 4 settembre nei pressi della Chiesa di San Giorgio, a ricordo di Montaperti.
Praticamente identici al gioco dell'Elmora, i giochi giorgiani si disputavano anch'essi con armi di legno ma con la differenza non di poco conto che a prendervi parte erano i bambini della città. L'obiettivo dei miliziani (armati di elmo, corazza e spada, tutti in legno) era quello di difendere un fortilizio dall'attacco di milizie ostili. Con il passare del tempo i Giorgiani cessarono di essere apprezzati e l'abitutidine di disputarli venne meno.